# 青岗乡
青岗乡，是中华人民共和国四川省眉山市仁寿县下辖的一个乡镇级行政单位。

## 行政区划
青岗乡下辖以下地区：
青年村、双虎村、双店村、汤家村、群众村、发展村、瑞云村、盘龙村和邹胡村。